# Борткевич, Зенон Янович
Зенон Янович Борткевич (29 мая 1937 — 19 августа 2010, Москва) — советский ватерполист, бронзовый призёр Олимпийских игр в Токио (1964). Заслуженный мастер спорта СССР.

## Спортивная карьера
Выступал за ККФ (Баку). В составе сборной СССР выиграл бронзовую медаль Олимпийских игр в Токио (1964). Серебряный (1967) и бронзовый призёр чемпионатов СССР (1957, 1965), серебряный призёр Универсиады (1961). Был начальником физподготовки и спорта Северного флота. Капитан 1-го ранга.
Урна с прахом захоронена в колумбарии Введенского кладбища.